# Distillerie Cusenier
La distillerie Cusenier est un ensemble de bâtiments destinés initialement à la fabrication de liqueur, situé sur la commune d'Ornans dans le département du Doubs en France. Datant de la fin du XIXe siècle, elle est partiellement inscrite au titre des monuments historiques.

## Localisation
L'édifice est situé au 9 rue Eugène-Cusenier dans le centre de la ville d'Ornans.

## Histoire
La distillerie est construite entre 1881 et 1885 par Eugène Cusenier, fondateur de la marque de spiritueux E. Cusenier, Fils aîné et Cie, en remplacement d'une première distillerie construite en 1865. En 1894, le personnel de l'usine est constitué d'une trentaine de salariés (25 ouvriers + 4 administratifs). En 1937, la distillerie ferme ses portes au profit de l'usine située à Dijon. Depuis lors, les bâtiments ont été rachetés et transformés : rachat du logement patronal en 1953 par la congrégation des sœurs de la Sainte Famille, transformation de l'atelier de fabrication en gymnase.
La totalité du logement patronal est inscrit au titre des monuments historiques en 2000.

## Architecture
L'ensemble des bâtiments, bâti en pierre de taille comprend : le logement patronal, des bâtiments des communs et de l'atelier de fabrication. Le logement patronal de plan en U sur cour, s'élève sur un étage. Les verrières sont signées Alphonse Gorgeon, maître verrier à Besançon.